# El tren de la bruja
El tren de la bruja (2003) es un cortometraje de terror dirigido por Koldo Serra que ganó numerosos premios y recibió buenas críticas. Este cortometraje no debe ser confundido con la atracción de feria.

## Sinopsis
Un hombre se ofrece como conejillo de indias en un experimento que trata de analizar la conducta humana en condiciones de terror extremo. Deberá permanecer sentado en una silla en una estancia oscura si quiere recibir una cuantiosa suma de dinero.

## Premios
- - Méliès de Oro (Mejor Cortometraje Europeo de Cine Fantástico, Amsterdam Fantastic Film Festival)
  - Méliès de Plata (Mejor Cortometraje Europeo de Cine Fantástico, Festival de Cine de Sitges)
  - Mejor Cortometraje Festival de Cine de Sitges)
  - Mejor cortometraje (elegido por el público en el Festival de Cine de Terror de Molins de Rey, 2004)
  - Tercer premio (Certamen de Cortos Aula 18 de San Martín del Rey Aurelio, 2004)
  - Mejor cortometraje Fantástico Español (Semana de Cine Fantástico y de Terror de San Sebastián, 2004)
  - Mejor cortometraje de género negro (Festival de Cine Negro de Manresa, 2004)

- Datos: Q5826918